# Abingdon (Virgínia)
Abingdon és una població dels Estats Units a l'estat de Virgínia. Segons el cens del 2004 tenia 7.938 habitants.

## Demografia
Segons el cens del 2000, Abingdon tenia 7.780 habitants, 3.522 habitatges, i 2.092 famílies. La densitat de població era de 360,2 habitants per km².
Dels 3.522 habitatges en un 23,3% hi vivien nens de menys de 18 anys, en un 45,6% hi vivien parelles casades, en un 10,6% dones solteres, i en un 40,6% no eren unitats familiars. En el 36,7% dels habitatges hi vivien persones soles el 14,9% de les quals corresponia a persones de 65 anys o més que vivien soles. El nombre mitjà de persones vivint en cada habitatge era de 2,08 i el nombre mitjà de persones que vivien en cada família era de 2,72.
Per edats la població es repartia de la següent manera: un 18,3% tenia menys de 18 anys, un 8,2% entre 18 i 24, un 27,4% entre 25 i 44, un 25,5% de 45 a 60 i un 20,6% 65 anys o més.
L'edat mediana era de 42 anys. Per cada 100 dones de 18 o més anys hi havia 77,6 homes.
La renda mediana per habitatge era de 30.976$ i la renda mediana per família de 46.106$. Els homes tenien una renda mediana de 32.005$ mentre que les dones 22.844$. La renda per capita de la població era de 22.486$. Entorn del 7,3% de les famílies i el 10,1% de la població estaven per davall del llindar de pobresa.

## Poblacions més properes
El següent diagrama mostra les poblacions més properes.